# Frank Schindel
Frank Schindel je njemački pjevač i tekstopisac najpoznatiji po svom radu na njemačkim verzijama brojnih animea. Schindel je jedan od najpoznatijih i najpopularnijih izvođača njemačkih verzija anime pjesama u svojoj zemlji. Najznačajniji rad mu je na pjesmama Digimon franšize za koju je izvodio svaku uvodnu pjesmu (za svih 5 sezona), uključujući i još nekolicinu pjesama vezanih uz anime i dostupnih na službenim njemačkim soundtrackovima za anime. 
Glazbom se počeo baviti već s 12 godina kada je osnovao vlastiti sastav u kojemu je svirao gitaru (koju je svirao još od 11 godine), a prvo pjevačko iskustvo imao je s 18 godina. Nakon toga seli se u München gdje 1989. započinje rad u nekolicini sastava, a već je u toj fazi rada započeo s vlastitom produkcijom. Kasnije će, zajedno s prijateljem, otvoriti vlastiti glazbeni studio. 
Tekstopisca Andyja Knotea upoznaje u Münchenu i tako započinje njegova suradnja na izradi anime pjesama za Digimone. Kasnije je surađivao i s nekolicinom boy-bandova, a u svom studiju producira jinglove za reklame, kao i filmsku i popularnu glazbu. Živi i radi u Münchenu, a oženjen je i ima dva sina.